# كأس فرنسا 2010–11
كأس فرنسا 2010–11 (بالفرنسية: Coupe de France de football 2010-2011)‏ هو الموسم 94 من  كأس فرنسا. أقيم بتاريخ 11 أغسطس 2010، وأشرف على تنظيمه اتحاد فرنسا لكرة القدم، وكان عدد الأندية المشاركة فيه  7.317، وفاز فيه نادي ليل.